# Киричково
Киричково (укр. Киричкове) — село,
Орловский сельский совет,
Покровский район,
Днепропетровская область,
Украина.
Код КОАТУУ — 1224287804. Население по переписи 2001 года составляло 106 человек .

## Географическое положение
Село Киричково находится на расстоянии в 1 км от сёл Маяк и Кривобоково.
По селу протекает пересыхающий ручей с запрудой.